# Neritimorpha
Neritimorpha — подкласс морских, пресноводных и наземных брюхоногих моллюсков, включающий около 2000 современных видов.

## Этимология
Название подкласса, Neritimorpha, происходит от древнегреческого νηρίτης (nērī́tēs «Нерит») и μορφή (morphḗ «форма»).

## Внешний вид и строение
Несмотря на относительно небольшое разнообразие, насчитывающее всего около 2000 видов, Neritimorpha достигли замечательного разнообразия форм, напоминающего уменьшенную версию разнообразия, достигнутого Gastropoda в целом. Наземные формы эволюционировали по крайней мере в трех отдельных случаях у Neritimorpha: вымершие Dawsonellidae и современные Helicinidae и Hydrocenidae. К Neritimorpha также относится беспанцирные, похожие на слизняков Titiscania.
У всех современных Neritimorpha, за исключением неритопсисов, внутренние стенки протоконха резорбированы.
В отличие от большинства других брюхоногих моллюсков, Neritimorpha обычно имеют кальцинированную жаберную крышку. У безраковинных Titiscania жаберной крышки нет, а у Phenacolepadidae есть рудиментарная, некальцинированная жаберная крышка, которая не показывает постличиночного роста.

## Эволюционная история
Neritimorpha имеет чрезвычайно богатую геологическую историю, восходящую к раннему ордовику. Эта клада считается остатком ранней диверсификации брюхоногих моллюсков.
Neritimorpha — сестринский таксон Apogastropoda. Клада, объединяющая Neritimorpha и Apogastropoda, называется Adenogonogastropoda или Angiogastropoda.
Все современные представители Neritimorpha классифицируются в отряде Cycloneritimorpha. Neritopsoidea был первым из четырех современных надсемейств неритоморфных, который отделился от других.

## Отряды
По данным Molluscabase, на декабрь 2024 года подкласс включает один современный и один вымерший отряды:
- Cycloneritida
- Cyrtoneritida †